# P/2012 B1 (PANSTARRS)
P/2012 B1 (PANSTARRS) — одна з короткоперіодичних комет сімейства Юпітера. Була відкрита 25 січня 2012 року в рамках програми Pan-STARRS. На час відкриття мала зоряну величину 19,7m .